# Ich bin dir gut!
Ich bin dir gut! (Jag tycker om dig!), op. 455, är en vals av Johann Strauss den yngre. Den spelades första gången den 14 oktober 1894 i Gyllene salen i Musikverein i Wien. 

## Historia

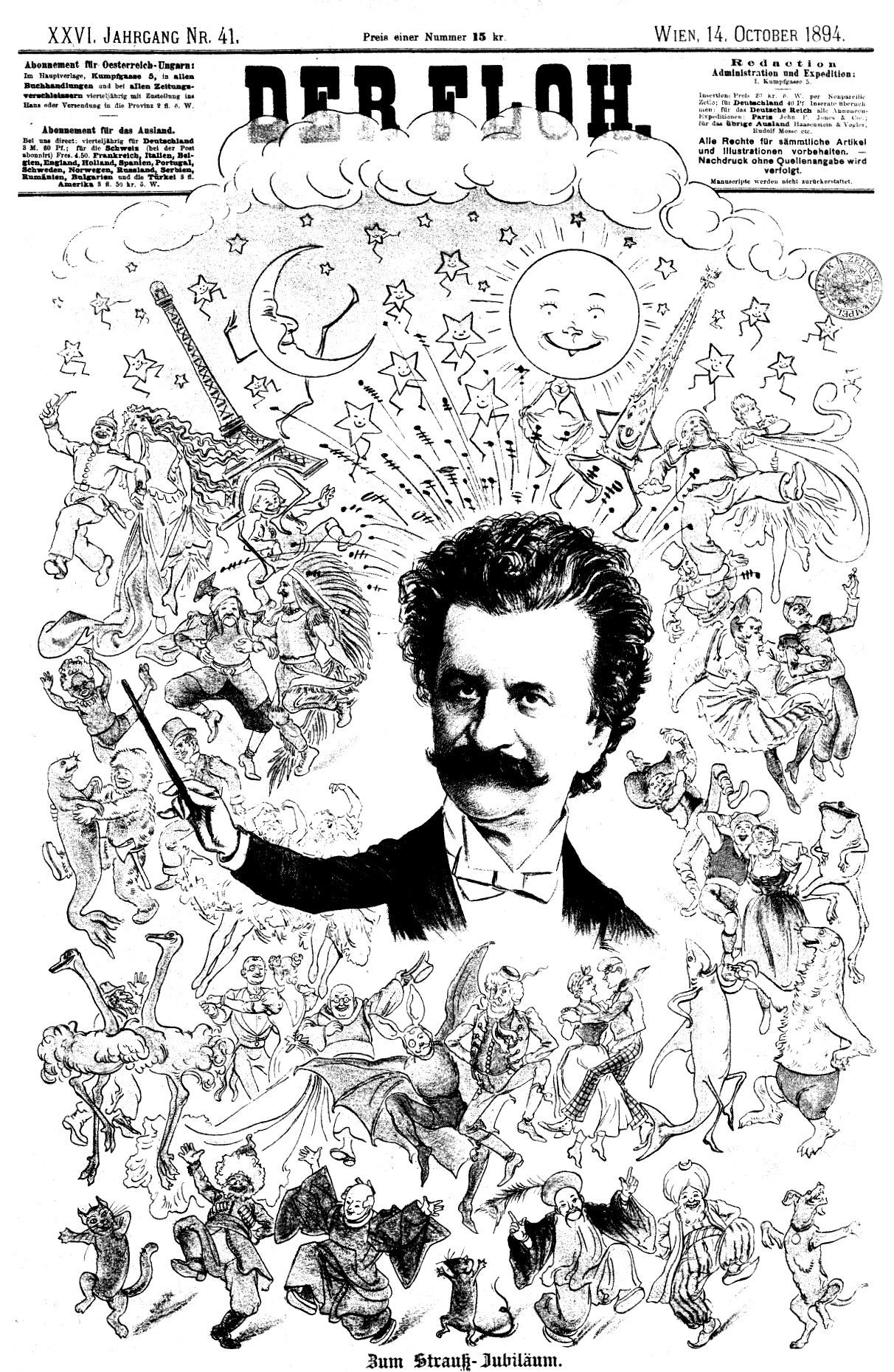
Framsida till tidskriften Der Floh den 14 oktober 1894 med anledning av Strauss-festivalen.

I maj 1893 påbörjade Johann Strauss arbetet med en ny operett. Hans vän Max Kalbeck (1850-1921) hade skrivit librettot tillsammans med Gustav Davis (1856-1951) efter pjäsen Joschko och förhoppningen var att musiken skulle vara färdig före årets slut. På grund av Strauss sjukdomar försenades verket (omdöpt till Jabuka (Das Apfelfest)) och operetten hade premiär på Theater an der Wien den 12 oktober 1894. Verket blev en succé men kritikerna ansåg att texten inte gav kompositören möjligheter att utnyttja sin fulla kapacitet. Strauss själv insåg detsamma och i sin sedvanliga procedur att arrangera separata orkesterverk utifrån sin senaste operett bemödade han sig endast att personligen orkestrera ett enda stycke: Jabuka-Walzer, som han tillägnade Max Kalbecks hustru Julie. Valsen framfördes första gången den av Capelle Strauss under ledning av Eduard Strauss den 14 oktober 1894 vid en festival till Johanns ära i Musikverein. Johann satt med sin familj i en loge och åhörde konserten. När han reste sig för att gå började hela publiken att applådera och jubla.
Några dagar senare skrev Johann till Eduard: "Din orkester spelade rätt bra förra söndagen. Allt var väl utfört med undantag för första delen av [valsen] Nr 1 [Jabuka-Walzer]. Spela stycket helt i valstempo utan ritardando, med undantag för inledningstakten, men sedan bara en aning långsammare så att publiken bättre kan urskilja inledningen från början på den första valsen. För slagverken (virveltrumma), trumpeterna och träblåsinstrumenten krävs en strikt rytmisk valsrytm som inte får gå i ett långsamt tempo... Mot slutet ska du behandla första delen av [valsen] Nr 1 mer som en dansvals, allt mer eftersom melodin är bred - och därför kräver rytmisk assistans - vilken endast återfinns i ackompanjemanget. Om den också spelas långsammare förminskas effekten". Vid en jämförelse mellan Johanns instruktioner, vad gäller tolkningen av Vals 1A "mot slutet" och det första klaverutdraget av valsen, framgår att Strauss i själva verket inte upprepar det första valstemat (Ich bin dir gut!) i finalen av valsen. Efter att klaverutdraget hade publicerats gjorde Strauss ändringar i valsens uppbyggnad vilket resulterade i en ny version av valsen. Verket hade nu titeln Ich bin dir gut!, vilken var tagen efter melodin i kvartetten (Nr 17) i akt III mellan Jelka, Mirko, Anitta och Vasil.
Johann Strauss kom snart över besvikelsen att Jabuka inte blev någon större succé. I ett brev till Julie Kalbeck skrev han: "Jag tycker fortfarande om dig (och Max); verkets fiasko är inte ditt fel".

## Om valsen
Speltiden är ca 10 minuter och 11 sekunder plus minus några sekunder beroende på dirigentens musikaliska tolkning.
Valsen var ett av sex verk där Strauss återanvände musik från operetten Jabuka:
- Ich bin dir gut!, Vals, Opus 455
- Živio!, Marsch, Opus 456
- Das Comitat geht in die Höh!, Schnellpolka, Opus 457
- Tanze mit dem Besenstiel, Polka-française, Opus 458
- Sonnenblume, Polkamazurka, Opus 459
- Jabuka-Quadrille, Kadrilj, Opus 460

## Weblänkar
- Ich bin dir gut! i Naxos-utgåvan.